# Alexandre Sterling
Alexandre Sterling (Parigi, 13 febbraio 1966) è un attore francese.

## Biografia
Attivo prevalentemente tra la fine degli anni settanta e la metà degli anni ottanta, è noto principalmente per il ruolo di Mathieu, il primo amore di Vic Beretton (Sophie Marceau) nei film Il tempo delle mele e ne Il tempo delle mele 2. Alexandre Sterling ha inciso anche alcuni singoli tra il 1984 e il 1991. Solo Bal à Buckingham, del 1990, ha avuto un timido successo.

## Filmografia

### Cinema
- Les turlupins, regia di Bernard Revon (1980)
- Il tempo delle mele (La Boum), regia di Claude Pinoteau (1980)
- Allons z'enfants, regia di Yves Boisset (1981)
- Il tempo delle mele 2 (La boum 2), regia di Claude Pinoteau (1982)
- L'estate dei nostri 15 anni (L'été de nos quinze ans), regia di Marcel Jullian (1983)
- Vous habitez chez vos parents?, regia di Michel Fermaud (1983)
- Les parents ne sont pas simples cette année!, regia di Marcel Jullian (1984)
- The Frog Prince, regia di Brian Gilbert (1985)
- Delitto alla moda, regia di Claude Mulot (1986)

### Televisione
- Un ours pas comme les autres, regia di Nina Companeez – miniserie TV (1978)
- Les deux berges, regia di Patrick Antoine – film TV (1978)
- Douze heures pour mourir, regia di Abder Isker – film TV (1978)
- Au théâtre ce soir – serie TV, episodio 14x24 (1980)
- Papà chioccia – serie TV, episodio 1x02 (1980)
- Les fiancées de l'empire, regia di Jacques Doniol-Valcroze – miniserie TV (1981)
- I segreti della contessa di Cadignan, regia di Jacques Deray – miniserie TV (1982)
- L'enfant et les magiciens, regia di Philippe Arnal – film TV (1982)
- Des grives aux loups, regia di Philippe Monnier – miniserie TV (1984)
- François Kléber – serie TV, episodio 1x01 (1996)

## Discografia
- 1984 - Simplement un peu d'amour
- 1988 - Oh, l'amour
- 1990 - Bal à Buckingham
- 1991 - J'ai peur de t'aimer